# Ярослав Чижек
Ярослав Чижек (чеськ. Jaroslav Čížek; 9 травня 1887, Прага — 7 травня 1924) — чеський футболіст, що грав на позиції нападника.

## Футбольна кар'єра
Виступав у команді «Новоместський» (Прага). Також грав у клубі «Сміхов» (Прага), у складі якої двічі фіналістом кубка милосердя у 1909 і 1910 роках. У 1910 році став автором одного з голів у фінальному матчі, програному «Славії» з рахунком 2:5.
У складі збірної Богемії зіграв один матчі у 1907 році. Збірна Богемії у Празі з рахунком 5:3 перемогла збірну Угорщини.